# FHL 2010/11
Die Saison 2010/11 war die erste reguläre Saison der neu gegründeten Federal Hockey League (FHL). Die sechs Teams sollten in der regulären Saison je 60 Begegnungen absolvieren. Allerdings wurde von der Ligaführung entschieden, dass die reguläre Saison noch im Februar 2011 beendet werden soll. Die Teams bestritten somit zwischen 35 und 47 Begegnungen. Bedingt durch die Umsiedlung der Broome County Barons von Chenango, New York nach Cape Cod, Massachusetts hatten dieses Franchise letztlich die wenigsten Begegnungen aller Teams absolviert. Anschließend wurde der Meister in den Playoffs ausgespielt. Die Akwesasne Warriors setzten sich in den Finalspielen gegen die New York Aviators durch und gewannen den Commissioner’s Cup.

## Teams der FHL 2010/11
| Team                                 | Arena                             | Kapazität | Heimatort                                  | Beitritt |
| ------------------------------------ | --------------------------------- | --------- | ------------------------------------------ | -------- |
| Akwesasne Warriors                   | A`nowara`ko:wa Arena              | 3.000     | Cornwall Island, Ontario                   | 2010     |
| Broome County Barons/Cape Cod Barons | Chenango Ice Rink/Tony Kent Arena | 1.200     | Chenango, New York Cape Cod, Massachusetts | 2010     |
| Danbury Whalers                      | Danbury Ice Arena                 | 2.212     | Danbury, Connecticut                       | 2010     |
| New York Aviators                    | Aviator Sports and Recreation     | 2.500     | Brooklyn, New York                         | 2010     |
| Rome Frenzy                          | John F. Kennedy Civic Arena       | 1.200     | Rome, New York                             | 2010     |
| Thousand Islands Privateers          | Bonnie Castle Recreation Center   | 3.500     | Alexandria Bay, New York                   | 2010     |

## Reguläre Saison

### Abschlusstabelle
Abkürzungen: GP = Spiele, W = Siege, L = Niederlagen, T = Unentschieden, OTL = Niederlage nach Overtime, GF = Erzielte Tore, GA = Gegentore, Pts = Punkte
|                                      | GP | W  | L  | OTL | SOL | GF  | GA  | Pts |
| ------------------------------------ | -- | -- | -- | --- | --- | --- | --- | --- |
| New York Aviators                    | 47 | 32 | 13 | 2   | 0   | 186 | 132 | 66  |
| Akwesasne Warriors                   | 47 | 30 | 16 | 1   | 0   | 228 | 212 | 61  |
| Thousand Islands Privateers          | 44 | 26 | 13 | 5   | 0   | 201 | 153 | 57  |
| Danbury Whalers                      | 47 | 24 | 18 | 5   | 0   | 184 | 173 | 53  |
| Rome Frenzy                          | 46 | 11 | 28 | 7   | 0   | 166 | 246 | 29  |
| Broome County Barons/Cape Cod Barons | 35 | 10 | 21 | 4   | 0   | 95  | 144 | 24  |

## Playoffs
|  | Halbfinale | Halbfinale                  | Halbfinale |  |  | Finale | Finale             | Finale |
|  |            |                             |            |  |  |        |                    |        |
|  |            |                             |            |  |  |        |                    |        |
|  | 1          | New York Aviators           | 3          |  |  |        |                    |        |
|  | 4          | Danbury Whalers             | 2          |  |  |        |                    |        |
|  |            |                             |            |  |  | 1      | New York Aviators  | 1      |
|  |            |                             |            |  |  | 2      | Akwesasne Warriors | 3      |
|  | 2          | Akwesasne Warriors          | 3          |  |  |        |                    |        |
|  | 3          | Thousand Islands Privateers | 1          |  |  |        |                    |        |
|  |            |                             |            |  |  |        |                    |        |